# Metapone emersoni
Metapone emersoni é uma espécie de formiga do gênero Metapone, pertencente à subfamília Myrmicinae.